# Akrasia
Bij akrasia (Oudgrieks ἀκρασία, 'gebrek aan zelfbeheersing') voert iemand een handeling uit hoewel men weet dat iets anders beter zou zijn. Dit heet ook wel 'handelen tegen beter weten in'. Het concept werd uitvoerig besproken door Aristoteles in boek 7 van zijn Ethica Nicomachea. Akrasia kan vertaald worden als 'wilszwakte'.